# Boelvar Rokossovskogo
Boelvar Rokossovskogo is een metrostation in de Russische hoofdstad Moskou dat in 1990 werd geopend onder de naam Oelitsa Podbelskogo (Russisch: Улица Подбельского). Het station draagt de huidige naam sinds 8 juli 2014 en is nu het eindstation van lijn 1 in het noordoosten van de stad.

## Geschiedenis
Het station stond al sinds de jaren 60 van de twintigste eeuw op de tekentafel als onderdeel van de buitenring (lijn 11). Het was bedoeld als kruisingsstation met de vertakking van lijn 1 naar Metrogorodok. De ringlijn werd niet gebouwd zoals gepland en nadat de tak naar metrogorodok uit de planning was verdwenen, werd lijn 1 verlengd met twee stations over het beoogde ringlijntracé. Metrogorodok wordt nu bediend door een tramlijn die bij Boelvar Rokossovskogo aansluiting biedt op de metro.